# Guitar Hero III: Legends of Rock
Guitar Hero III: Legends of Rock è un videogioco musicale sviluppato da Neversoft e pubblicato da RedOctane per Xbox 360, PlayStation 3, Wii, PlayStation 2, PC e Mac. È la terza versione della popolare serie Guitar Hero.

## Modalità di gioco
Se da una parte il gameplay alla base del gioco (quello di premere i tasti a tempo) è sempre lo stesso, dall'altra questo terzo capitolo presenta interessanti novità: sono ad esempio stati inseriti brani esclusivi alla carriera cooperativa e sono state inoltre introdotte le cosiddette Guitar Battle o Boss fight, ovvero degli scontri con chitarristi realmente esistenti (nello specifico trattasi di Tom Morello dei Rage Against the Machine e Slash dei Guns N' Roses). Sono inoltre stati inseriti nuovi personaggi, che sono parzialmente andati a sostituire quelli già esistenti. Questo capitolo permette, inoltre, di sfidarsi on-line e - solo su Xbox 360 e PlayStation 3 - di scaricare brani aggiuntivi (come già era possibile per il secondo capitolo nella versione per console Microsoft).

### Controller

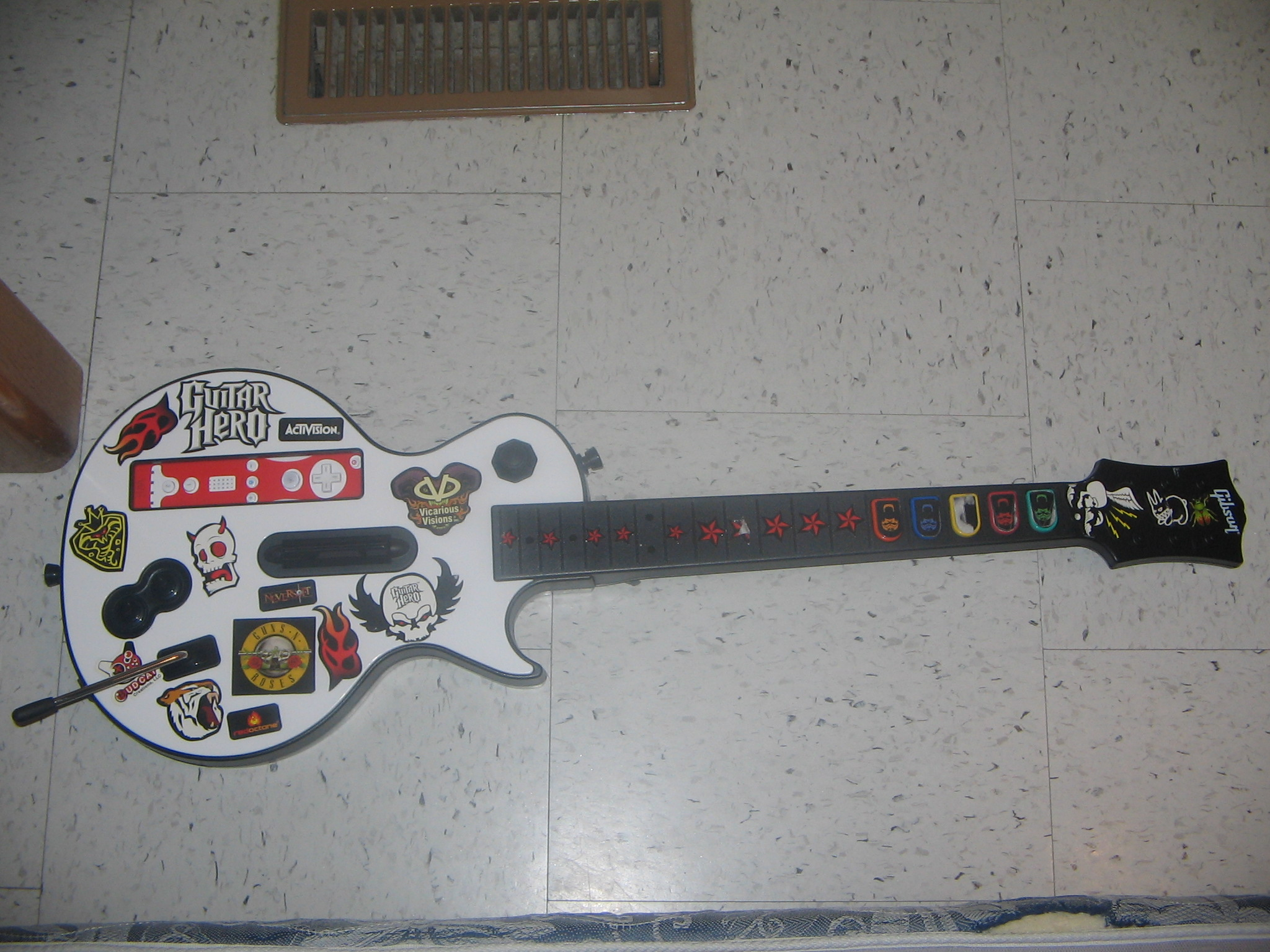
Controller per la console Wii

La chitarra-controller di Guitar Hero III: Legends of Rock ricalca il funzionamento dei vecchi controller dei precedenti capitoli della serie ma presenta, oltre ad un nuovo design riproducente la storica Les Paul, anche alcune novità: tanto per cominciare la barra della pennata è stata leggermente ingrandita e il manico è stato reso smontabile per agevolarne il trasporto; il controller presenta dei frontali (chiamati Faceplates) intercambiabili e inoltre è wireless; in commercio è stato inoltre reso disponibile una batteria ricaricabile appositamente per i controller della serie compatibile anche con questo modello di chitarra-controller.
La versione Wii presenta uno spazio aggiuntivo in cui inserire il WiiMote, cui si appoggia per l'alimentazione e l'attivazione dello Star Power tramite rilevazione del movimento; la versione per PS2 presenta un controller diverso (replica del modello Kramer) ma dalle medesime caratteristiche: l'unica differenza è la mancanza dei frontali rimovibili.
Sebbene molti non lo sappiano, Guitar Hero III è giocabile anche solo con il controller Wii, senza bisogno necessario di una chitarra, utilizzando, così, il telecomando orizzontale e il tasto B per il tasto verde, il tasto della pulsantiera che normalmente si usa per una selezione destra per il rosso, il tasto A per il pulsante giallo, il tasto 1 per la scelta blu e il tasto 2 per quella arancio.

### Modalità di gioco
Guitar Hero III ha quattro livelli di difficoltà: facile, medio, difficile e esperto. Nella modalità facile, si usano solo i primi tre tasti (verde, rosso e giallo). La modalità medio introduce il pulsante blu e la modalità difficile l'arancione. Inoltre i livelli di difficoltà più alti sono caratterizzati da veloci assoli e più note da suonare. La modalità esperto non introduce nuovi pulsanti, ma la difficoltà e la velocità delle canzoni è sostanzialmente aumentata fino al punto che il giocatore suona ogni nota della vera canzone, anche se con cinque pulsanti.
Guitar Hero III ha cinque modalità di gioco: carriera, carriera co-op, gioco veloce, multigiocatore e esercizi.
Nella modalità carriera, il giocatore sceglie il nome del gruppo ed il livello di difficoltà da utilizzare sino alla fine della carriera. Completando tre canzoni su quattro del blocco corrente è possibile suonare il bis, sbloccando così una nuova canzone, suonabile in qualunque modalità eccetto la carriera co-op. Continuando la carriera, il giocatore affronterà complessivamente tre battaglie tra chitarre (vedi sotto): le prime due contro due personaggi che hanno fatto la storia del rock e l'ultima con un personaggio particolare. Dopo averli battuti sarà possibile acquistarli nel negozio. Durante la carriera è possibile spendere il denaro guadagnato per ogni esibizione nel negozio per comprare chitarre e rifiniture, canzoni bonus, personaggi, completi e stili.
Come nella modalità carriera, anche nella carriera co-op il giocatore sceglie il nome di un nuovo gruppo e la difficoltà di gioco, ma il giocatore deve suonare con un compagno: uno sarà la chitarra mentre l'altro sarà il basso; tale scelta viene effettuata all'inizio di ogni canzone. Questa modalità è più corta della precedente e permette di sbloccare solo sei canzoni aggiuntive. Per il resto è identica alla carriera semplice.
La modalità gioco veloce permette al giocatore di scegliere di suonare qualsiasi canzone che ha sbloccato o comprato nella modalità carriera e carriera co-op in qualsiasi difficoltà. C'è una lista di record per ogni canzone. I quattro livelli di difficoltà hanno ognuno la propria lista di record.
La modalità multigiocatore è divisa in tre parti:
- Sfida: i due giocatori suonano parti diverse di una stessa canzone selezionata, anche con difficoltà diverse. Diversamente dalle altre modalità, non è possibile fallire una canzone in multigiocatore, ma il punteggio dice quale dei due giocatori suona meglio.
- Sfida pro: i due giocatori suonano la stessa canzone, senza differenze, con la stessa difficoltà. Per il resto è come la modalità precedente.
- Battaglia: in questa modalità i due giocatori si sfidano in una battaglia tra chitarre. Dopo aver scelto la canzone (comune ad entrambi) ed il livello di difficoltà (anche diverso) inizia la sfida. La modalità di gioco è come le altre, ma c'è una differenza: lo star-power è sostituito dal battle-power, un attacco da utilizzare contro l'avversario con lo scopo di farlo sbagliare sino a farlo perdere.

Nella modalità esercizi il giocatore segue delle lezioni per imparare a giocare sfruttando tutte le possibilità che gli si prospettano durante una canzone, oppure può fare pratica con le canzoni che ha sbloccato.

## Personaggi
In Guitar Hero III sono presenti personaggi già apparsi nei precedenti episodi, con diverse caratteristiche per ognuno di loro, ma non mancano le new entry, in particolare quelle di Slash, chitarrista dei Guns N' Roses, e di Tom Morello, chitarrista dei Rage Against the Machine e degli Audioslave.
Disponibili
- Axel Steel - Thrash metal
- Casey Lynch - Hard rock/Heavy metal
- Judy Nails - Riot Grrrl
- Johnny Napalm - Punk rock
- Izzy Spark - Hair metal
- Lars Umlaut - Black metal
- Midori - Pop-rock
- Xavier Stone - Acid rock/Psychedelic rock

Sbloccabili
- Metalhead - Hard rock (disponibile solo su Wii & PS2)
- Elroy Budvies - Blues rock (disponibile solo su Wii & PS2)
- Dio del Metal - ??? (disponibile solo su Ps3 e Xbox 360 e PC)
- Morty - Death metal (disponibile solo su Ps3 e Xbox 360 e PC)
- Tom Morello - Rapcore/Alternative metal
- Slash - Hard rock
- Lou Cifer - Metal

## Colonna sonora
Il gioco presenta svariate canzoni giocabili; parte di esse sono cover delle originali suonate dagli sviluppatori, alcune sono realizzate appositamente dalle band. La Activision ha stretto un accordo con la Universal Music con lo scopo di ampliare notevolmente il database di Guitar Hero. Questo si è poi concretizzato nel rilascio di numerose canzoni aggiuntive sul Marketplace dell'Xbox 360 e sul PlayStation Network della PS3.

### Tracklist del gioco
Di seguito la colonna sonora del gioco (le tracce che non sono segnate in grassetto sono cover). La playlist della modalità carriera varia se si gioca da soli o in due giocatori.
Carriera Singola
1. Un passetto alla volta
- Slow Ride - Foghat
- Talk Dirty to Me - Poison
- Hit Me with Your Best Shot - Pat Benatar
- Story of My Life - Social Distortion
- Bis: Rock and Roll All Nite - Kiss

2. Il tuo primo vero concerto
- Mississippi Queen - Mountain
- School's Out - Alice Cooper
- Sunshine of Your Love - Cream
- Barracuda - Heart
- Battagglia di Chitarre contro Tom Morello - Tom Morello
- Bis: Bulls on Parade - Rage Against the Machine

3. Creazione del video
- When You Were Young - The Killers
- Miss Murder - AFI
- The Seeker - The Who
- Lay Down - Priestess
- Bis: Paint It, Black - The Rolling Stones

4. Invasione europea
- Paranoid - Black Sabbath
- Anarchy in the U.K. - Sex Pistols
- Kool Thing - Sonic Youth
- My Name Is Jonas - Weezer
- Bis: Even Flow - Pearl Jam

5. Un po' di blues
- Holiday in Cambodia  - The Dead Kennedys
- Rock You Like a Hurricane - Scorpions
- Same Old Song and Dance - Aerosmith
- La Grange - ZZ Top
- Battagglia di Chitarre contro Slash - Slash
- Bis: Welcome to the Jungle - Guns N'Roses

6. Il gruppo più caldo del mondo
- Black Magic Woman - Santana
- Cherub Rock - The Smashing Pumpkins
- Black Sunshine - White Zombie
- The Metal - Tenacious D
- Bis: Pride & Joy - Stevie Ray Vaughan

7. Dal vivo in Giappone
- Before I Forget - Slipknot
- Stricken - Disturbed
- 3's & 7's - Queens of the Stone Age
- Knights of Cydonia - Muse
- Bis: Cult of Personality - Living Colour[1]

8. Combatti per la tua anima
- Raining Blood - Slayer
- Cliffs of Dover - Eric Johnson
- The Number of the Beast - Iron Maiden
- One - Metallica
- Battagglia di Chitarre contro Lou - Steve Ouimette (basato su The Devil Went Down to Georgia di Charlie Daniels)

Carriera Cooperativa
1. Mettere insieme un gruppo
- Barracuda - Heart
- When You Were Young - The Killers
- Bulls on Parade - Rage Against the Machine
- Slow Ride - Foghat
- Bis: Sabotage - Beastie Boys

2. Vogliamo solo essere famosi
- School's Out - Alice Cooper
- Kool Thing - Sonic Youth
- Miss Murder - AFI
- The Seeker - The Who
- Bis: Reptilia - The Strokes

3. Successo Mondiale
- Paranoid - Black Sabbath
- Welcome to the Jungle - Guns N'Roses
- Anarchy in the U.K. - Sex Pistols
- Lay Down - Priestess
- Bis: Suck My Kiss - Red Hot Chili Peppers

4. Il gruppo si ricompone
- Holiday in Cambodia  - The Dead Kennedys
- Black Magic Woman - Santana
- Same Old Song and Dance * - Aerosmith
- Cherub Rock - The Smashing Pumpkins
- Bis: Cities on Flames With Rock'n'Roll - Blue Öyster Cult

5. Rock nel Carcere
- My Name is Jonas - Weezer
- Black Sunshine - White Zombie
- 3's & 7's - Queens of the Stone Age
- The Metal - Tenacious D
- Bis: Helicopter * - Bloc Party

6. Combatti per la tua Anima
- Knights of Cydonia - Muse
- One * - Metallica
- The Number of the Beast - Iron Maiden
- Cult of Personality - Living Colour
- Bis: Monsters - Matchbook Romance

Un (*) indica che nella modalità cooperativa, per questa canzone il secondo giocatore esegue la parte della chitarra ritmica anziché la parte del basso
Brani bonus
- Avalancha - Héroes del Silencio
- In the Belly of a Shark - Gallows
- Can't Be Saved - Senses Fail
- Closer - Lacuna Coil
- Don't Hold Back - The Sleeping
- Down and Dirty - L.A. Slum Lords
- F.C.P.R.E.M.I.X. - The Fall of Troy
- Generation Rock - Revolverheld
- Go That Far - Bret Michaels
- Hier Kommt Alex - Die Toten Hosen
- I'm in the Band - Hellacopters
- Impulse - An Endless Sporadic
- In Love - Scouts of St.Sebastian
- Mauvais Garçon - Naast
- Metal Heavy Lady - Lions
- Minus Celsius - Backyard Babies
- My Curse - Killswitch Engage
- Nothing for Me Here - Dope
- Prayer of the Refugee - Rise Against
- Radio Song - Superbus
- Ruby - Kaiser Chiefs
- She Bangs the Drums - The Stone Roses
- Take This Life - In Flames
- The Way It Ends - Prototype
- Through the Fire and Flames - DragonForce

### Brani scaricalbili (richiedono microsoft points) (per PS3 ed Xbox360)

#### Pacchetti canzoni per gruppo
Ogni pacchetto costa 500 Microsoft Points.
| Titolo pacchetto      | Canzoni                                                               |
| --------------------- | --------------------------------------------------------------------- |
| Coldplay Pack         | Violet Hill, Yellow, God Put A Smile Upon Your Face                   |
| Def Leppard Pack      | Nine Lives, Rock of Ages (live), Photograph (live)                    |
| DragonForce Pack      | Heroes of Our Time, Operation Ground and Pound, Revolution Deathsquad |
| Dropkick Murphys Pack | Famous For Nothing, (F)lannigan's Ball, Johnny, I Hardly Knew Ya      |
| Foo Fighters Pack     | All My Life, The Pretender, This Is a Call                            |
| Motörhead Pack        | (We Are) The Road Crew, Stay Clean, Motörhead                         |
| No Doubt Pack         | Excuse Me Mr., Don't Speak, Sunday Morning                            |
| Velvet Revolver Pack  | She Builds Quick Machines, Slither, Messages                          |
| Muse Pack             | Stockholm Syndrome, Supermassive Black Hole, Exo-Politics             |

#### Altri pacchetti
Ogni pacchetto costa 500 Microsoft Points, ad eccezione del Boss battle Pack che è gratuito: questo non è altro che un pacchetto contenente i tre brani delle Boss Battle suonabili come brani normali.
| Titolo pacchetto            | Canzoni |
| --------------------------- | --- |
| Boss Battle Pack            | Tom Morello Guitar Battle - Tom Morello, Slash Guitar Battle - Slash, Lou Guitar Battle - Steve Ouimette                  |
| Classic Rock Track Pack     | Piece of Mind - Boston, Juke Box Hero - Foreigner, Any Way You Want It - Journey                                          |
| Guitar Virtuoso Track Pack  | Surfing with the Alien - Joe Satriani, For the Love of God - Steve Vai, SoothSayer (Dedicated to Aunt Suzie) - Buckethead |
| Isle of Wight Festival Pack | Problems (live a Brixton) - Sex Pistols, Shoot the Runner - Kasabian, I Predict a Riot - Kaiser Chiefs                    |
| Modern Metal Pack           | The Arsonist - Thrice, Hole in the Earth - Deftones, Almost Easy - Avenged Sevenfold                                      |
| Warner/Reprise Pack         | No More Sorrow - Linkin Park, Sleeping Giant - Mastodon, Pretty Handsome Awkward - The Used                               |

#### Canzoni sfuse
Ogni canzone costa 200 Microsoft Points l'una, ad eccezione di We Three Kings e della colonna sonora di Halo2 che sono gratuite.
| Canzoni                                       | Artista                |
| --------------------------------------------- | ---------------------- |
| Ernten Was Wir Säen                           | Die Fantastischen Vier |
| So Payaso                                     | Extremoduro            |
| I Am Murloc                                   | L70ETC                 |
| Top Gun Anthem                                | Steve Stevens          |
| We Three Kings                                | Steve Ouimette         |
| Halo 2 Theme (Mjolnir Mix)                    | Steve Vai              |
| Antisocial                                    | Trust                  |
| The End Begin (To Rock) - God of War II Theme | Gerard K. Marino       |

### Soundtrack
Del gioco è stata pubblicata una colonna sonora contenente le canzoni più rappresentative del gioco. La tracklist del disco è la seguente:
1. Guitar Hero III Intro - Slash
2. Cherub Rock - Smashing Pumpkins
3. 3's & 7's - Queens of the Stone Age
4. Miss Murder - AFI
5. Slither - Velvet Revolver
6. Kool Thing - Sonic Youth
7. Cult of Personality - Living Colour
8. Putting Holes in Happiness - Marilyn Manson
9. Tina - Flyleaf
10. Prayer of the Refugee - Rise Against
11. The Devil Went Down to Georgia - Steve Ouimette

Il disco contiene, inoltre, un codice con cui è possibile sbloccare tre nuove tracce all'interno del gioco, ovvero:
- Carcinogen Crush - AFI
- Putting Holes in Happiness - Marilyn Manson
- Tina - Flyleaf

## Accoglienza
Il gioco ha ottenuto ottime vendite, grazie anche alla pubblicità massiccia organizzata da Activision ma ha destato alcune perplessità nei giocatori più navigati per l'imprecisione del controller e per alcuni altri difetti minori.
Per promuovere il gioco la Activision ha indetto diversi concorsi che spaziavano dal miglior look al punteggio più alto; il culmine è stato raggiunto con l'inclusione del gioco fra le materie di sfida all'edizione 2008 dei World Cyber Games, ovvero i campionati mondiali di videogiochi. Come "ciliegina sulla torta" il titolo si è anche aggiudicato il titolo di "Miglior gioco musicale" agli Italian Videogame Awards battendo titoli come Patapon.

### Guinness dei primati
Il gioco è stato inoltre scelto dal Guinness dei primati per la realizzazione di un libro di record interamente dedicato ai videogiochi intitolato per l'occasione Guinness World Record Gamer's Edition; tra i vari record ne figura uno dedicato per l'appunto alla serie di Guitar Hero e consiste nel punteggio più alto ottenuto su una singola canzone per il quale si è utilizzato il brano Through the Fire and Flames dei Dragonforce; il primo record è stato realizzato dall'americano Chris Chike nel 2008 ma è stato successivamente battuto l'anno seguente da un altro ragazzo americano di nome Daniel Johnson. Entrambi i ragazzi sono stati in grado di eseguire una sessione perfetta della canzone ma solo Johnson è riuscito a farlo in una sessione ufficiale.

## Brani personali
Nella versione per PC si potevano creare brani personali usando degli editor, come alcune versioni di We Three Kings, che era reputata come la più difficile.